# دير دوبدي
دير دوبدي Dubdi Monastery (يُسمى أحيانًا دير يوكسوم) هو دير بوذي لطائفة نيينغما من البوذية التبتية بالقرب من يوكسوم، في دائرة جيزينج في منطقة غرب سيكيم في شرق الهند.  
أنشأ تشوغيار نامجيال أول دير يُعرف باسم دير دوبدي في عام 1701، في يوكسوم في سيكيم، وهو جزء من دائرة الحج الدينية البوذية التي تشمل نوربوجانج تشورتن، ودير بيمايانجتسي، وأطلال رابدينتسي، ودير سانجا شولينج، وبحيرة خيشيوبالري ودير دوبدي. دير تاشيدينج.  
تأسس هذا الدير عام 1701، ويعتبر أقدم دير في سيكيم ويقع على قمة تل على بعد حوالي ساعة سيرًا على الأقدام 3 كيلومتر (1.9 ميل) من يوكسوم.  وكانت يعرف أيضًا باسم خلية الناسك نسبة إلى مؤسسها الزاهد لاتسو نامكا جيغمي، الذي التقى مع اثنين آخرين من اللاما من التبت في نوربوجانج بالقرب من يوكسوم وتوجوا فونتسوج نامجيال كأول ملك أو تشوجيال لسيكيم في نوربوجانج يوكسوم في عام 1642. والمعنى الحرفي لكلمة "Dubdi" في اللغة المحلية هو "التراجع".   

## صور

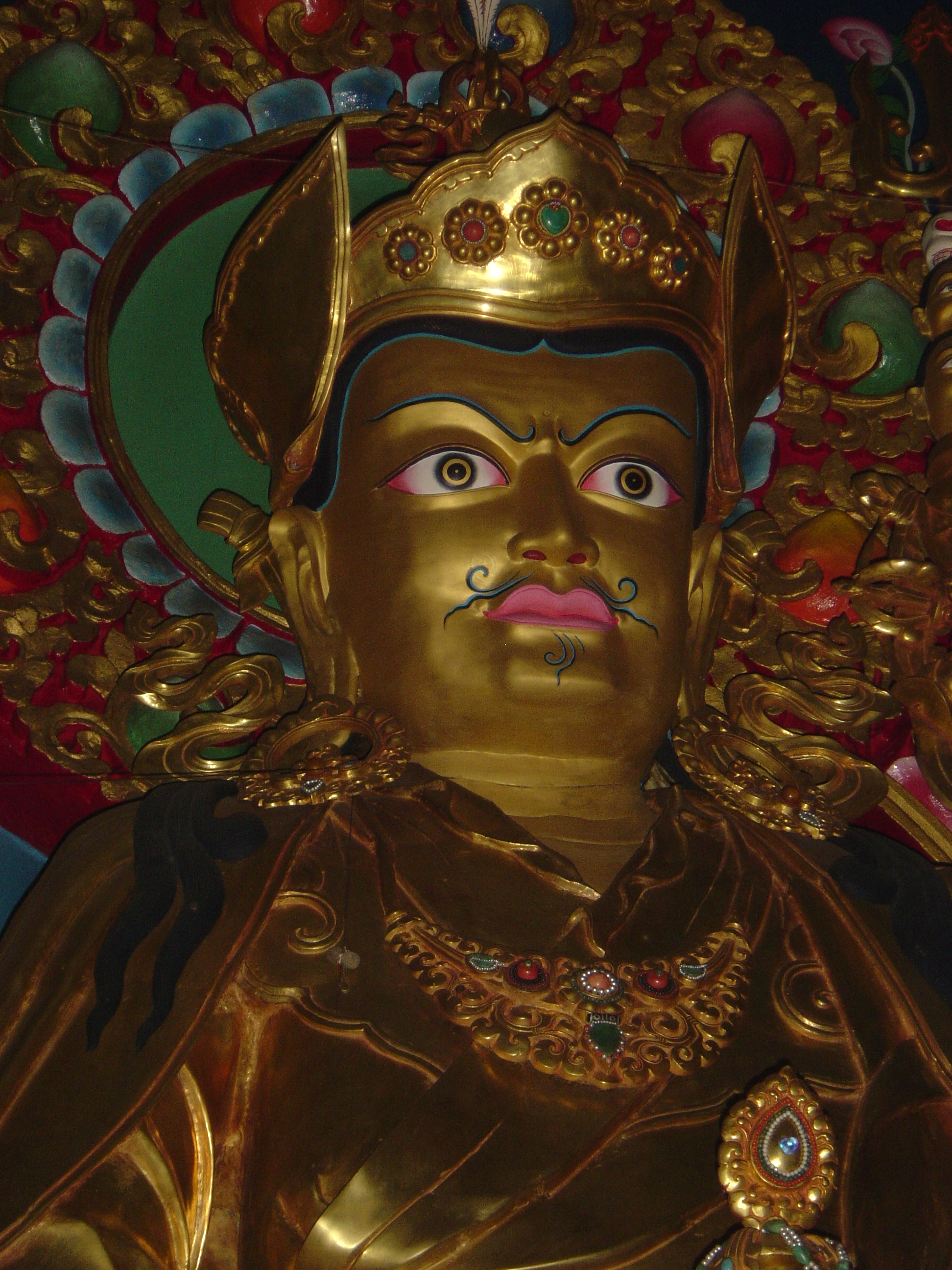
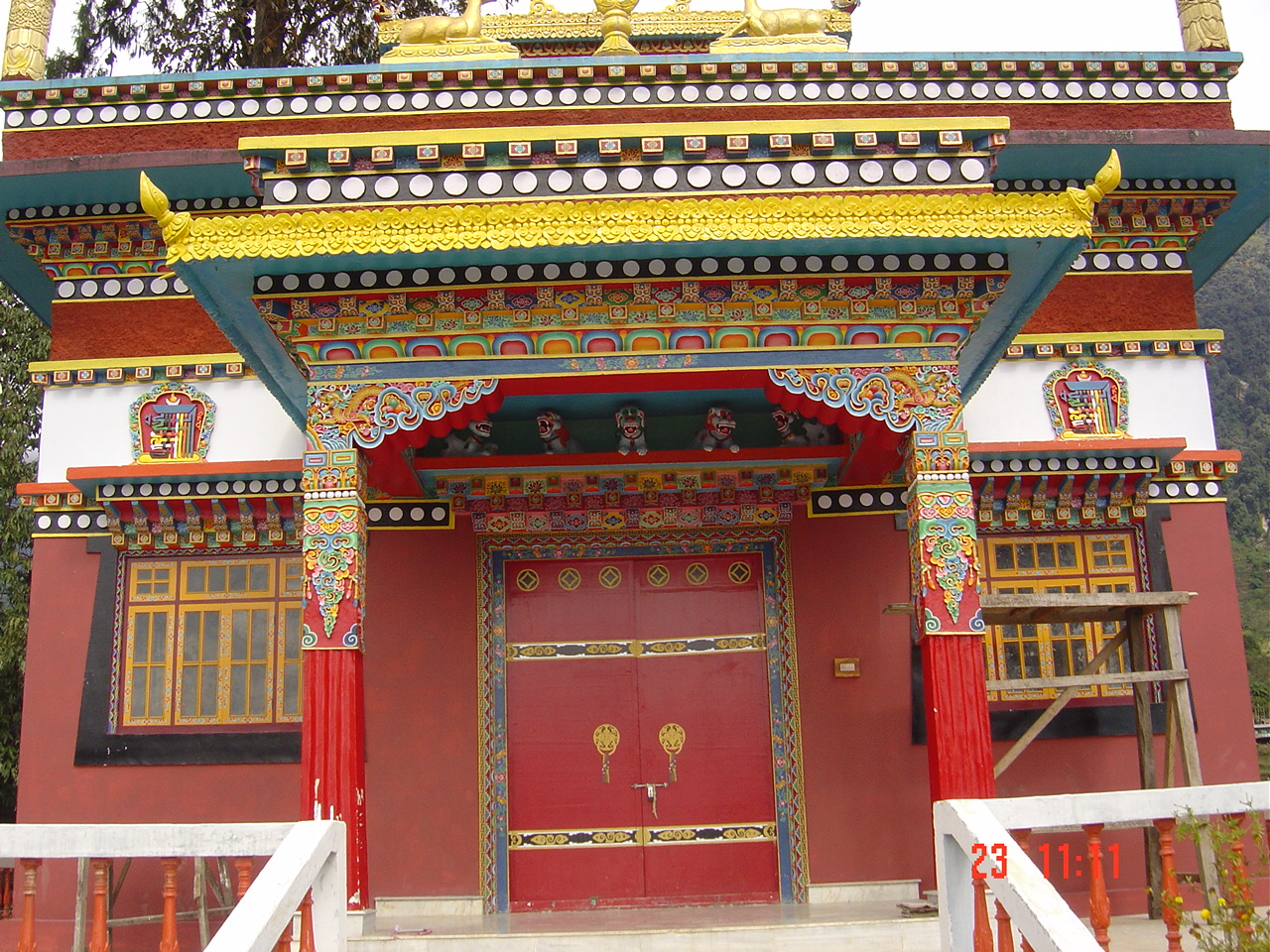
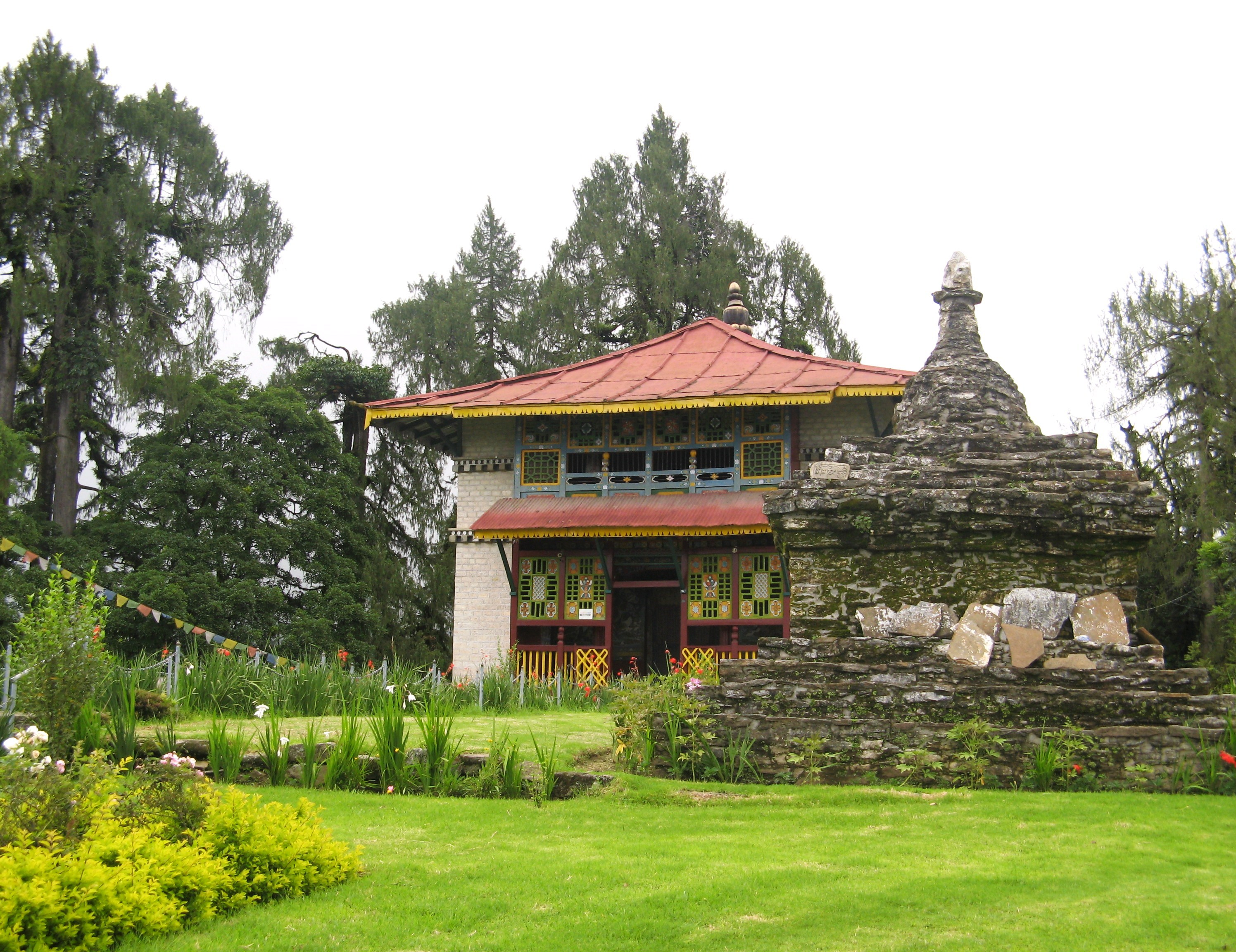
أحد أقدم الأديرة الثلاثة التي بنيت عام 1701
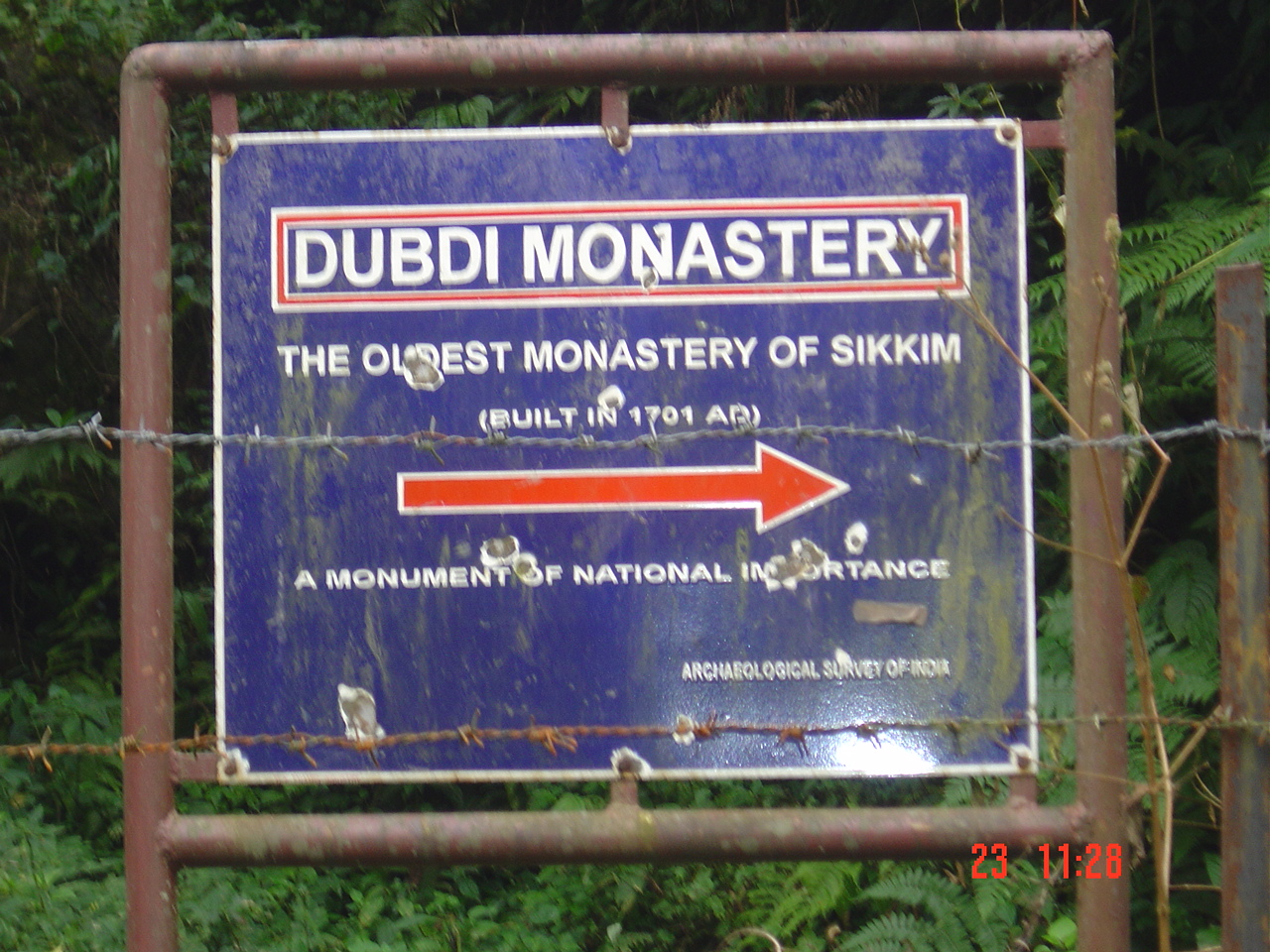
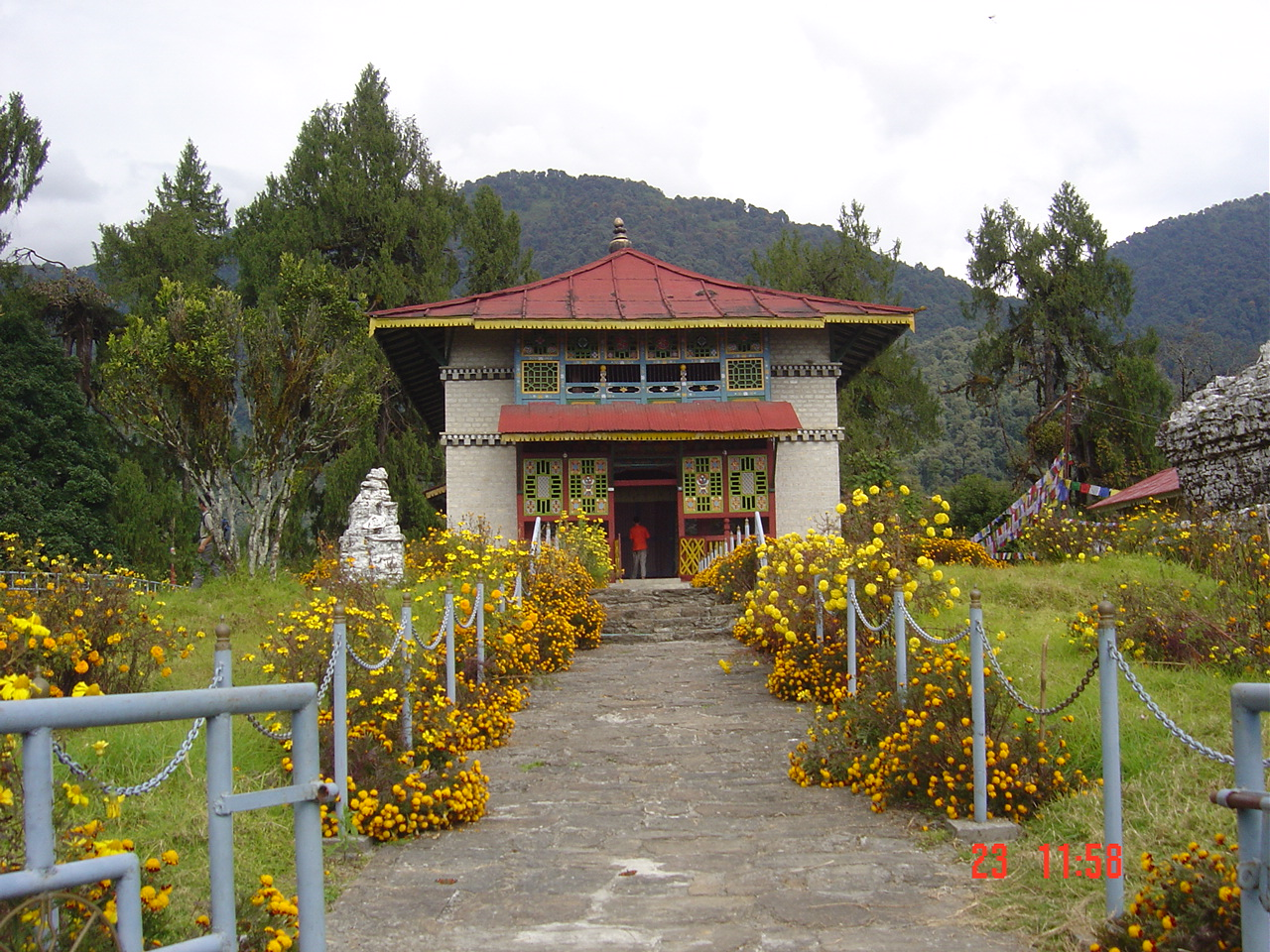
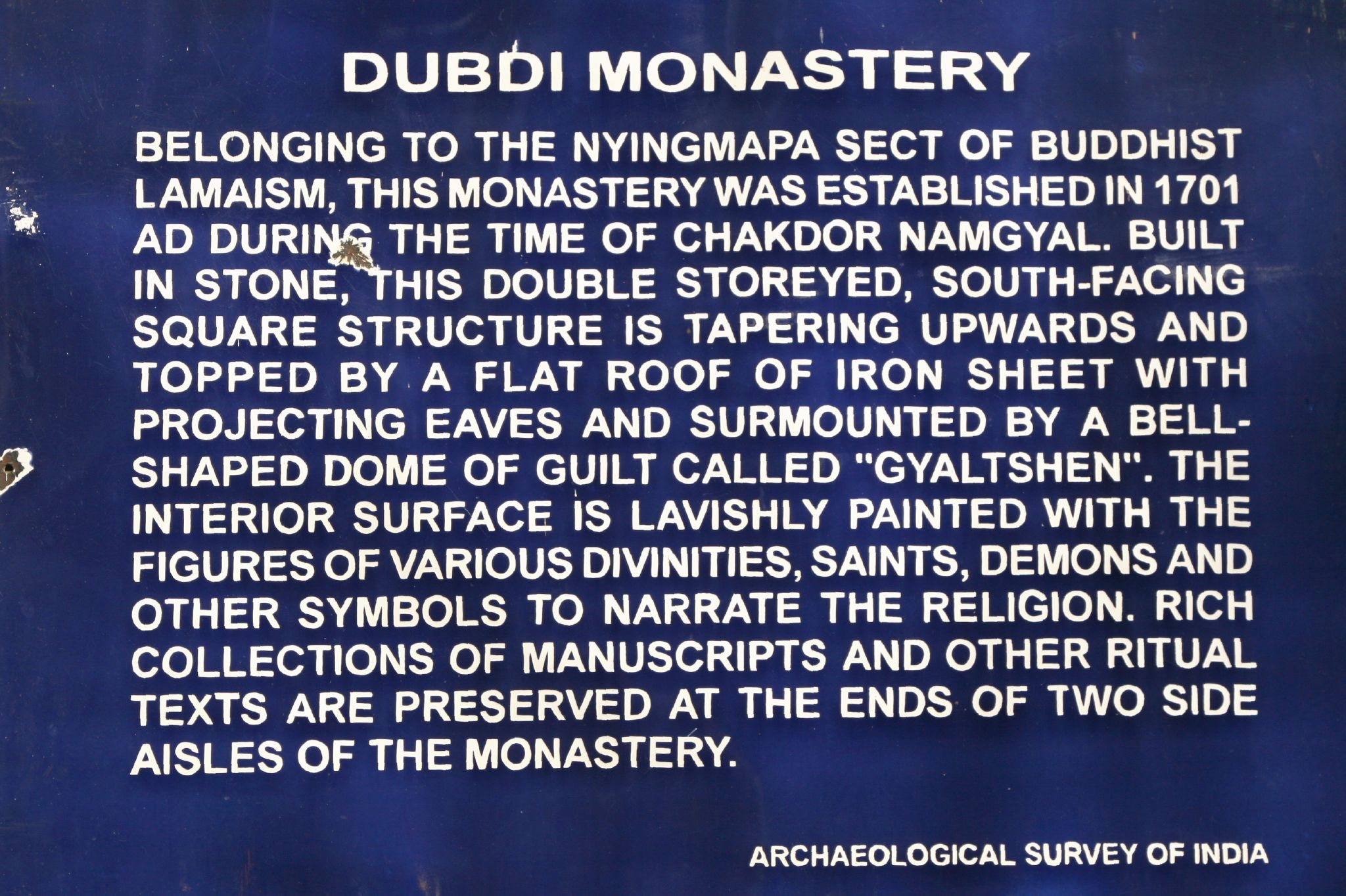
لوحة في دير دوبدي